# АЕЛ Лимасол
АЕЛ (съкращение от първите букви на гръцки: Αθλητική Ένωση Λεμεσού), също известен като АЕЛ Лимасол, е кипърски футболен клуб от град Лимасол – пристанището на Кипър.
Понастоящем АЕЛ поддържа отбор по футбол, женски и мъжки отбор по баскетбол, женски отбор по волейбол и по футзал, и женски отбор по хандбал. АЕЛ се счита от неговите запалянковци за един от най-големите и най-успешни клубове в Кипър. Баскетболният отбор на АЕЛ е единственият негов отбор, който печели европейска купа.

## История
Клубът е основан на 4 октомври 1930 г. от 31 видни спортисти и хора от Лимасол. Първият мач на отбора е през януари 1931 г. срещу ПСК спечелен с 6:1. Отбора печели първенството през 1934 г., когато все още не е официално. По-късно същата година, АЕЛ е един от осемте отбора учредители на кипърска първа дивизия за сезон 1934/35. Първата официална титла идва през сезон 1940/41. През 1989 г. печели купата.

## Срещи с български отбори
АЕЛ се е срещал с български отбори в контролни срещи.

### „Лудогорец“
С „Лудогорец“ се е срещал на 9 юли 2014 г. в Англия като срещата завършва 1 – 0 за „Лудогорец“.

## Успехи
- Кипърска Първа Дивизия:
  -  Шампион (6): 1940/41, 1952/53, 1954/55, 1955/56, 1967/68, 2011/12
- Кипърска Втора Дивизия:
  -  Шампион (1): 1996/97
- Купа на Кипър:
  -  Носител (7): 1938/39, 1939/40, 1947/48, 1984/85, 1986/87, 1988/89, 2018/19
  -  Финалист (12): 1937/38, 1940/41, 1958/59, 1978/79, 1987/88, 2002/03, 2003/04, 2008/09, 2011/12, 2012/13, 2014/15, 2022/23
- Суперкупа на Кипър:
  -  Носител (4): 1953, 1968, 1985, 2015
  -  Финалист (5): 1955, 1987, 1989, 2012, 2019
- Купа Κ.Α.Σεβέρη:
  -  Носител (3): 1953, 1955, 1956

## Състав
Последна актуализация: 9 септември 2015

## Участия в ЕКТ
| Сезон       | Турнир                        | Кръг           | Отбор           | Домакин | Гост  | Общ резултат |  |
| ----------- | ----------------------------- | -------------- | --------------- | ------- | ----- | ------------ |  |
| 1968 – 1969 | Купа на Европейските шампиони | първи кръг     | Реал Мадрид     | 0 – 6   | 0 – 6 | 0 – 12       |  |
|             |                               |                |                 |         |       |              |  |
| 1985 – 1986 | Купа на носителите на купи    | първи кръг     | Дукла (Прага)   | 2 – 2   | 0 – 4 | 2 – 6        |  |
|             |                               |                |                 |         |       |              |  |
| 1987 – 1988 | Купа на носителите на купи    | предв. кръг    | Дунайска Стреда | 0 – 1   | 1 – 5 | 1 – 6        |  |
|             |                               |                |                 |         |       |              |  |
| 1989 – 1990 | Купа на носителите на купи    | първи кръг     | Адмира Вакер    | 0 – 3   | 1 – 0 | 1 – 3        |  |
|             |                               |                |                 |         |       |              |  |
| 2002 – 2003 | Купа на УЕФА                  | кв. кръг       | Ференцварош     | 0 – 4   | 2 – 1 | 2 – 5        |  |
|             |                               |                |                 |         |       |              |  |
| 2012 – 2013 | Шампионска лига               | втори кв. кръг | Линфийлд        | 3 – 0   | 0 – 0 | 3 – 0        |  |
| 2012 – 2013 | Шампионска лига               | трети кв. кръг | Партизан        | 1 – 0   | 1 – 0 | 2 – 0        |  |
| 2012 – 2013 | Шампионска лига               | плейоф         | Андерлехт       | 2 – 1   | 0 – 2 | 2 – 3        |  |
| 2012 – 2013 | Лига Европа                   | Група C        | Марсилия        | 1 – 5   | 3 – 0 | 4-то място   |  |
| 2012 – 2013 | Лига Европа                   | Група C        | Фенербахче      | 0 – 1   | 0 – 2 | 4-то място   |  |
| 2012 – 2013 | Лига Европа                   | Група C        | Мьонхенгладбах  | 0 – 0   | 0 – 2 | 4-то място   |  |
|             |                               |                |                 |         |       |              |  |
| 2014 – 2015 | Шампионска лига               | трети кв. кръг | Зенит           | 1 – 0   | 0 – 3 | 1 – 3        |  |
| 2014 – 2015 | Лига Европа                   | плейоф         | Тотнъм Хотспър  | 1 – 2   | 0 – 3 | 1 – 5        |  |

### УЕФА позиция
| Място | Страна | Отбор               | Точки |
| ----- | ------ | ------------------- | ----- |
| 167   |        | Слован (Братислава) | 9.900 |
| 168   |        | АИК Футбол          | 8.875 |
| 169   |        | АЕЛ                 | 8.835 |
| 170   |        | Видеотон            | 8.725 |
| 171   |        | Астана              | 8.375 |

## Известни бивши футболисти
- Генадий Литовченко
- Ели Маркеш
- Жереми Родригес
- Нилсон Антонио

## Български футболисти
- Станислав Генчев: 2014 - (10 мача - 0 гола)
- Георги Минчев: 2024 - (19 мача - 11 гола)

## Бивши треньори
- Франтишек Ципро (1990 – 1992)
- Анатоли Бяшовец (1992 – 1993)
- Дителм Фернер (1995 – 1996)
- Андреас Михаелидес (2001 – 2002)
- Йоанис Мацуракис (2002 – 2003)
- Хенк Хуваарт (2002 – 2003)
- Олег Протасов (2004 – 2005)
- Андреас Михаелидес (2005)
- Боян Прашникар (2005)
- Лойзос Маврудис (2006)
- Паникос Орфанидес (2006 – 2007)
- Ели Гутман (2007)
- Мариано Парето (2007 – 2008)
- Андреас Михаелидес (2008)
- Михай Стойкица (2009)
- Нир Клингър (2009)
- Душан Ухрин мл. (2010)
- Павлос Сава (2010 – 2011)
- Михай Стойкица (2010 – 2011)
- Реймонд Атевелд (2011)
- Памбос Христодулу (2011 – 2012)
- Жорже Коща (2012 – 2013)
- Лито Видигал (2013)
- Ивайло Петев (2013 – 2014)
- Христакис Христофору (2014 – )